# Patrick Verbeek
 (janvier 2022).
Si vous disposez d'ouvrages ou d'articles de référence ou si vous connaissez des sites web de qualité traitant du thème abordé ici, merci de compléter l'article en donnant les références utiles à sa vérifiabilité et en les liant à la section « Notes et références ».
Pour les articles homonymes, voir Verbeek.
Patrick « Pat » Verbeek (né le 24 mai 1964 à  Sarnia en Ontario au Canada) est un ancien joueur professionnel de hockey sur glace devenu directeur général.
Il fait aujourd'hui partie des meilleurs joueurs de la LNH et est le seul joueur à totaliser plus de 500 buts et 2 500 minutes de pénalités.

## Carrière de joueur

### Carrière junior
Verbeek commence sa carrière en 1981-82 dans la Ligue de hockey de l'Ontario chez les Wolves de Sudbury. La saison d'après, il est choisi par les Devils du New Jersey lors du repêchage d'entrée dans la Ligue nationale de hockey en troisième ronde (43e choix).

### Devils du New Jersey
Il fait ses débuts dans la LNH lors de la même année, même s'il ne joue que six matchs dans la LNH. L'année d'après, il gagne une place de titulaire dans la jeune franchise et en 1987-1988, avec 46 buts inscrits, il aide les Devils à se qualifier pour les séries éliminatoires et devient le meilleur buteur sur une saison des Devils. Il faudra attendre Brian Gionta et la saison 2005-2006 de la LNH pour voir ce record battu.

### Whalers de Hartford
À la fin de la saison 1988-1989 de la LNH, il est échangé aux Whalers de Hartford contre Sylvain Turgeon. Dès sa première année, il devient le meilleur buteur de l'équipe. L'année d'après, il est élu MVP de l'équipe. Il est également nommé dans l'équipe des meilleurs joueurs de la saison 1990-1991 de la LNH et devient capitaine de l'équipe. Il fait aujourd'hui partie des joueurs ayant le plus marqué de but avec les Hurricanes de la Caroline (franchise dans la continuité des Whalers).

### Rangers de New York
Au cours de la saison 1994-1995, il rejoint les Rangers de New York où il gagne son surnom : "The Little Ball of Hate" (la petite boule de haine) donné par Glenn Healy après que son coéquipier, Ray Ferraro, fut surnommé "Big Ball of Hate"  (la grosse boule de haine).

### Stars de Dallas
Il ne joue qu'une saison de plus avec les Rangers et rejoint les Stars de Dallas en tant qu'agent libre. Il gagne sa première Coupe Stanley en 1999.

### Red Wings de Détroit
Au cours de la saison d'après, il signe avec les Red Wings de Détroit, équipe sous les couleurs de laquelle, il franchit le cap des 1 000 points et inscrit son 500e but. Il prend sa retraite en 2001-2002

### Après-carrière
Après avoir pris sa retraite, il devient commentateur pour les matchs des Red Wings. 
Il fait aujourd'hui partie des meilleurs joueurs de la LNH et est le seul joueur à totaliser plus de 500 buts et 2 500 minutes de pénalités.
Le 3 février 2022, il est nommé directeur général des Ducks d'Anaheim.

### Fait personnel
Verbeek est très ami avec le commentateur sportif québécois ex-officiel de la LNH Ron Fournier à CKAC Sports.
En septembre 2006, il quitte son poste de commentateur pour devenir recruteur pour les Red Wings.

## Statistiques
Pour les significations des abréviations, voir Statistiques du hockey sur glace.
| Saison     | Équipe               | Ligue      |       | Saison régulière | Saison régulière | Saison régulière | Saison régulière | Saison régulière |    | Séries éliminatoires | Séries éliminatoires | Séries éliminatoires | Séries éliminatoires | Séries éliminatoires |
| Saison     | Équipe               | Ligue      | PJ    | B                | A                | Pts              | Pun              | PJ               | B  | A                    | Pts                  | Pun                  |                      |                      |
| 1981-1982  | Wolves de Sudbury    | OHL        | 66    | 37               | 51               | 88               | 180              |                  |    |                      |                      |                      |                      |                      |
| 1982-1983  | Wolves de Sudbury    | OHL        | 61    | 40               | 67               | 107              | 184              |                  |    |                      |                      |                      |                      |                      |
| 1982-1983  | Devils du New Jersey | LNH        | 6     | 3                | 2                | 5                | 8                |                  |    |                      |                      |                      |                      |                      |
| 1983-1984  | Devils du New Jersey | LNH        | 79    | 20               | 27               | 47               | 158              |                  |    |                      |                      |                      |                      |                      |
| 1984-1985  | Devils du New Jersey | LNH        | 78    | 15               | 18               | 33               | 162              |                  |    |                      |                      |                      |                      |                      |
| 1985-1986  | Devils du New Jersey | LNH        | 76    | 25               | 28               | 53               | 79               |                  |    |                      |                      |                      |                      |                      |
| 1986-1987  | Devils du New Jersey | LNH        | 74    | 35               | 24               | 59               | 120              |                  |    |                      |                      |                      |                      |                      |
| 1987-1988  | Devils du New Jersey | LNH        | 73    | 46               | 31               | 77               | 227              | 20               | 4  | 8                    | 12                   | 51                   |                      |                      |
| 1988-1989  | Devils du New Jersey | LNH        | 77    | 26               | 21               | 47               | 189              |                  |    |                      |                      |                      |                      |                      |
| 1989-1990  | Whalers de Hartford  | LNH        | 80    | 44               | 45               | 89               | 228              | 7                | 2  | 2                    | 4                    | 26                   |                      |                      |
| 1990-1991  | Whalers de Hartford  | LNH        | 80    | 43               | 39               | 82               | 246              | 6                | 3  | 2                    | 5                    | 40                   |                      |                      |
| 1991-1992  | Whalers de Hartford  | LNH        | 76    | 22               | 35               | 57               | 243              | 7                | 0  | 2                    | 2                    | 12                   |                      |                      |
| 1992-1993  | Whalers de Hartford  | LNH        | 84    | 39               | 43               | 82               | 197              |                  |    |                      |                      |                      |                      |                      |
| 1993-1994  | Whalers de Hartford  | LNH        | 84    | 37               | 38               | 75               | 177              |                  |    |                      |                      |                      |                      |                      |
| 1994-1995  | Whalers de Hartford  | LNH        | 29    | 7                | 11               | 18               | 53               |                  |    |                      |                      |                      |                      |                      |
| 1994-1995  | Rangers de New York  | LNH        | 19    | 10               | 5                | 15               | 18               | 10               | 4  | 6                    | 10                   | 20                   |                      |                      |
| 1995-1996  | Rangers de New York  | LNH        | 69    | 41               | 41               | 82               | 129              | 11               | 3  | 6                    | 9                    | 12                   |                      |                      |
| 1996-1997  | Stars de Dallas      | LNH        | 81    | 17               | 36               | 53               | 128              | 7                | 1  | 3                    | 4                    | 16                   |                      |                      |
| 1997-1998  | Stars de Dallas      | LNH        | 82    | 31               | 26               | 57               | 170              | 17               | 3  | 2                    | 5                    | 26                   |                      |                      |
| 1998-1999  | Stars de Dallas      | LNH        | 78    | 17               | 17               | 34               | 133              | 18               | 3  | 4                    | 7                    | 14                   |                      |                      |
| 1999-2000  | Red Wings de Détroit | LNH        | 68    | 22               | 26               | 48               | 95               | 9                | 1  | 1                    | 2                    | 2                    |                      |                      |
| 2000-2001  | Red Wings de Détroit | LNH        | 67    | 15               | 15               | 30               | 73               | 5                | 2  | 0                    | 2                    | 6                    |                      |                      |
| 2001-2002  | Stars de Dallas      | LNH        | 64    | 7                | 13               | 20               | 72               |                  |    |                      |                      |                      |                      |                      |
| Totaux LNH | Totaux LNH           | Totaux LNH | 1 424 | 522              | 541              | 1 063            | 2 905            | 117              | 26 | 36                   | 62                   | 225                  |                      |                      |